# Clark Hills
Clark Hills är kullar i Antarktis. De ligger i Västantarktis. Argentina, Chile och Storbritannien gör anspråk på området. Den högsta toppen i Clark Hills är 1 692 meter över havet.
Terrängen runt Clark Hills är platt åt sydväst, men åt nordost är den kuperad. Trakten är obefolkad. Det finns inga samhällen i närheten.